# Lipianki (gromada)
Lipianki – dawna gromada, czyli najmniejsza jednostka podziału terytorialnego Polskiej Rzeczypospolitej Ludowej w latach 1954–1972.
Gromady, z gromadzkimi radami narodowymi (GRN) jako organami władzy najniższego stopnia na wsi, funkcjonowały od reformy reorganizującej administrację wiejską przeprowadzonej jesienią 1954 do momentu ich zniesienia z dniem 1 stycznia 1973, tym samym wypierając organizację gminną w latach 1954–1972.
Gromadę Lipianki z siedzibą GRN w Lipiankach utworzono – jako jedną z 8759 gromad na obszarze Polski – w powiecie gostynińskim w woj. warszawskim, na mocy uchwały nr VI/10/3/54 WRN w Warszawie z dnia 5 października 1954. W skład jednostki weszły obszary dotychczasowych gromad Duninów Duży i Lipianki ze zniesionej gminy Duninów oraz obszar dotychczasowej gromady Aleksandrynów ze zniesionej gminy Rataje powiecie gostynińskim, a także obszary dotychczasowych gromad Cieślikowo i Lubaty oraz wieś Skrzyneczki z dotychczasowej gromady Skrzynki ze zniesionej gminy Baruchowo w powiecie włocławskim w woj. bydgoskim. Dla gromady ustalono 12 członków gromadzkiej rady narodowej.
31 grudnia 1959 z gromady Lipianki wyłączono (a) wieś Aleksandrynów, włączając ją do gromady Lucień w powiecie gostynińskim oraz (b) wsie Cieślikowo, Lubaty i Skrzyneczki, włączając je do gromady Kłotno w powiecie włocławskim w woj. bydgoskim, po czym gromadę Lipianki zniesiono a jej pozostały obszar – Duninów Duży i Lipianki – włączono do gromady Duninów Nowy w powiecie gostynińskim.